# Уміт Озат
Уміт Озат (тур. Ümit Özat, нар. 30 жовтня 1976, Анкара) — турецький футболіст, що грав на позиції захисника. По завершенні ігрової кар'єри — тренер. З 2016 року очолює тренерський штаб команди «Генчлербірлігі».
Виступав, зокрема, за «Фенербахче», з яким став триразовим чемпіоном Туреччини, а також національну збірну Туреччини, у складі якої став бронзовим призером чемпіонату світу.

## Клубна кар'єра
Народився 30 жовтня 1976 року в місті Анкара. Вихованець футбольної школи клубу «Кечіоренгюджю». Дорослу футбольну кар'єру розпочав 1994 року в основній команді того ж клубу, в якій провів один сезон, взявши участь у 25 матчах чемпіонату. Після цього грав за «Генчлербірлігі», за який у період з 1995 по 2000 зіграв 166 офіційних матчів, відзначившись 14 м'ячами, і провів 14 399 хвилин. У формі «Генчлербірлігі» в матчах Кубка УЄФА зіграв 360 хвилин.
Сезон 2001/02 відіграв в оренді в «Бурсаспоре», а по закінченні сезону перейшов в «Фенербахче». Дебютував у клубі зі Стамбула 8 серпня 2001 року в матчі Ліги чемпіонів проти шотландського «Рейнджерс» з міста Глазго. 18 березня 2003 року став капітаном «Фенербахче», перейнявши капітанську пов'язку в Огюна Темізканоглу. До приходу в клуб Роберто Карлоса грав на позиції лівого захисника, незважаючи на те, що є правшею. У «Фенербахче» він зіграв чи не всіх позиціях у захисті та півзахисті і за шість сезонів, проведених у Стамбулі, гравець взяв участь у 212 матчах Суперліги, тричі ставши чемпіоном Туреччини.

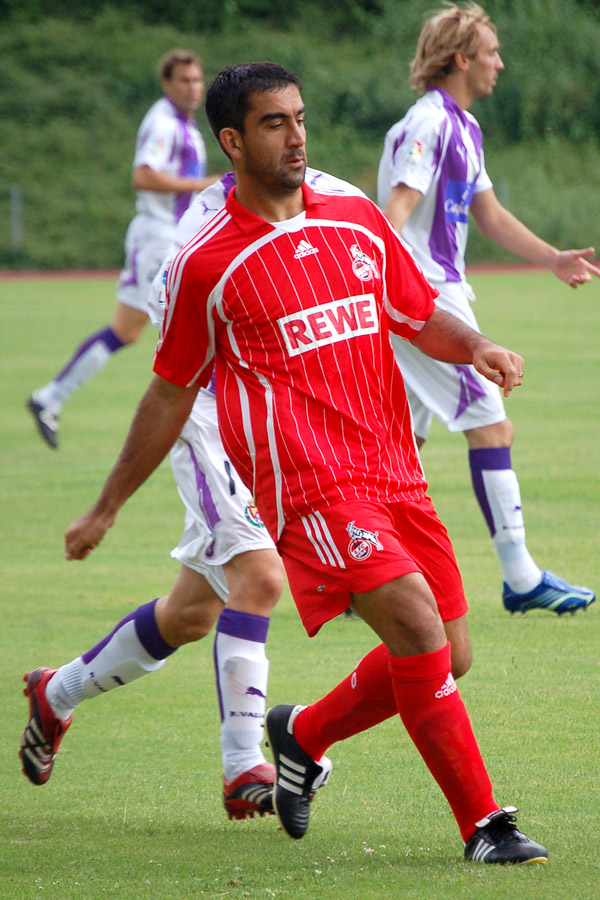
Уміт Озат під час виступів за «Кельн». 2007 рік.

У травні 2007 року він підписав трирічний контракт з німецьким «Кельном», куди його запросив Крістоф Даум, знайомий із захисником по спільній роботі у «Фенербахче». З початку сезону 2008-09 Уміт став капітаном команди. 29 серпня 2008 року він знепритомнів під час матчу Бундесліги проти «Карлсруе». Після знепритомлення на короткий термін і виходу на поле медичної бригади він прийшов в себе, але все-таки був госпіталізований в лікарню для подальшого обстеження. Подальша перевірка встановила, що у екс-капітана клубу була проблема з серцем, яка називається міокардит. 14 березня 2009 року офіційно заявив, що вирішив завершити кар'єру. Своє завершення кар'єри він пояснив станом свого здоров'я.

## Виступи за збірні
Протягом 1996—1997 років залучався до складу молодіжної збірної Туреччини. На молодіжному рівні зіграв у 8 офіційних матчах, забив 1 гол.
1997 року захищав кольори олімпійської збірної Туреччини і став срібним призером Середземноморських ігор 1997 року в Барі, Італія. У складі цієї команди провів 5 матчів, забив 1 гол.
16 серпня 2000 року дебютував в офіційних іграх у складі національної збірної Туреччини в товариському матчі проти Боснії і Герцеговини (0:2). Він швидко зарекомендував себе як важливий гравець в команді і поїхав з нею на чемпіонат світу 2002 року в Японії і Південній Кореї, на якому команда здобула бронзові нагороди.
Останній матч у збірній зіграв 12 листопада 2005 року, в якому турки програли 0:2: Швейцарії і не кваліфікувались на чемпіонат світу 2006 року. Протягом кар'єри у національній команді, яка тривала 6 років, провів у формі головної команди країни 41 матч, забивши 1 гол — 25 травня 2004 року в товариській грі проти Австралії (1:0).

## Кар'єра тренера
Після закінчення кар'єри гравця залишився в «Кельні» і з квітня 2009 року працював помічником Крістофа Даума, а з липня 2009 року — Звонимира Сольдо. 21 грудня 2009 було оголошено, що Озат покине «Кельн».
Пізніше він став асистентом Роже Лемера в «Анкарагюджю». У травні 2010 року, після звільнення Лемрера, Озат став новим головним тренером клубу. Тренував команду з Анкари один рік.
26 січня 2012 року він став головним тренером «Манісаспора». Через місяць Озат був звільнений, провівши зі своєю командою в шість ігор, п'ять з яких програв.
На початку серпня 2014 року став головним тренером клубу другого турецького дивізіону «Елязигспор». Уміт подав у відставку 8 березня 2015 року, проте вона не була прийнята і йому було наказано продовжувати свою роботу. Втім Озат таки пішов у відставку після матчу проти «Денізліспору» 18 квітня 2015 року.
22 червня 2015 року Озат був представлений головним тренером іншого клубу другого дивізіону «Болуспора», проте через розбіжності з керівництвом покинув посаду вже через кілька тижнів 14 липня. Натомість у середині липня 2015 року він очолив «Самсунспор», де також довго не протримався і пішов у відставку в січні 2016 року.
Через кілька днів після його від'їзду з «Самсунспора», 17 січня 2016 року він очолив кризовий «Мерсін Ідманюрду», який перебував у зоні вильоту з Суперліги. У цьому клубі він зіткнувся з незліченними проблемами: футболісти деякий час не отримували своїх зарплат і погрожували не відвідувати тренування команди. Озат виплатив зарплати з власної кишені і намагався зосередити команду на лізі. Після того, як не відбулося поліпшення, змінився керівництво клубу, і Озат у травні подав у відставку.
8 листопада 2016 року Озат став тренером «Генчлербірлігі» і зайняв з командою 8 місце в Суперлізі. Проте вже на початку сезону 2017/18 у вересні клуб відправив тренера, який здобув лише одну нічию в трьох стартових іграх, у відставку. Втім після 12-го туру, в листопаді того ж року, він повернувся до команди.

## Титули і досягнення
- Чемпіон Туреччини (3):

«Фенербахче»: 2003/04, 2004/05, 2006/07
- Бронзовий призер чемпіонату світу: 2002

## Стиль гри
Колишній капітан «Фенербахче» та «Кельна» був відомий своїм спокійним та професійним ставленням. Він розглядається як універсальний гравець і використовувався як ліворуч або праворуч, так і в центрі захисту; крім того, він мав небезпечний дальній удар.